# Byctiscini
Byctiscini Voss, 1923 è una tribù di coleotteri appartenenti alla famiglia Attelabidae.

## Tassonomia
La tribù Byctiscini comprende i seguenti generi:
- Sottotribù Byctiscina Voss, 1923
  - Aspidobyctiscus Schilsky, 1903
  - Byctiscus C.G. Thomson, 1859
  - Neobyctiscidius Legalov, 2007
  - Taiwanobyctiscus Kôno, 1929
- Sottotribù Listrobyctiscina Legalov, 2003
  - Listrobyctiscus Voss, 1923
- Sottotribù Svetlanaebyctiscina Legalov, 2003
  - Byctiscidius Voss, 1923
  - Byctiscophilus Voss, 1930
  - Svetlanaebyctiscus Legalov, 2001